# Donjon de Châteaumur
Le donjon de Châteaumur est un donjon ayant fait partie d'un château fort à l'époque médiévale, sur le territoire de la commune déléguée des Châtelliers-Châteaumur, à Sèvremont, dans le département de la Vendée.
Il est inscrit au titre des monuments historiques depuis 1979.

## Description

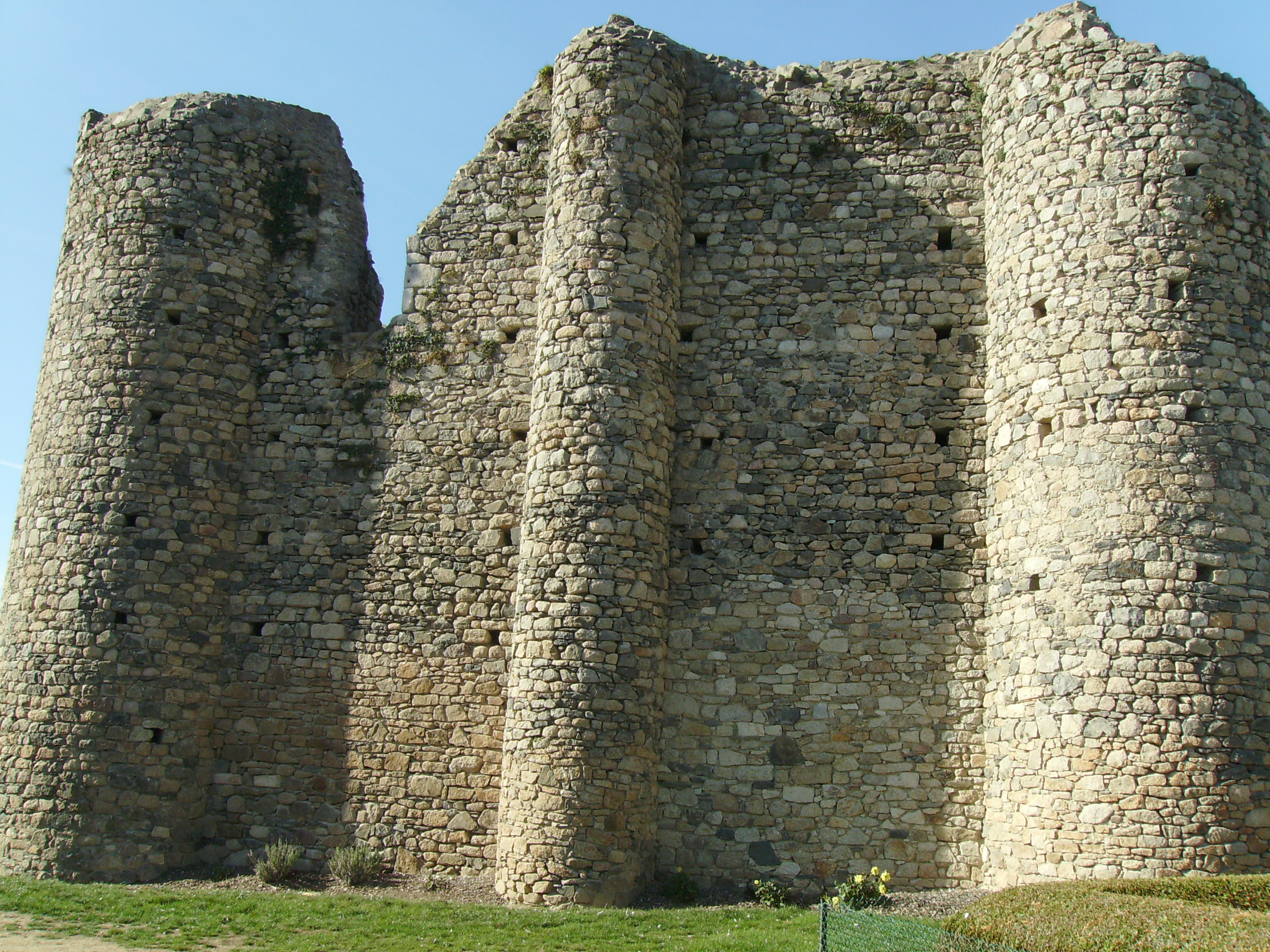
Donjon de Châteaumur, vue d'ensemble.

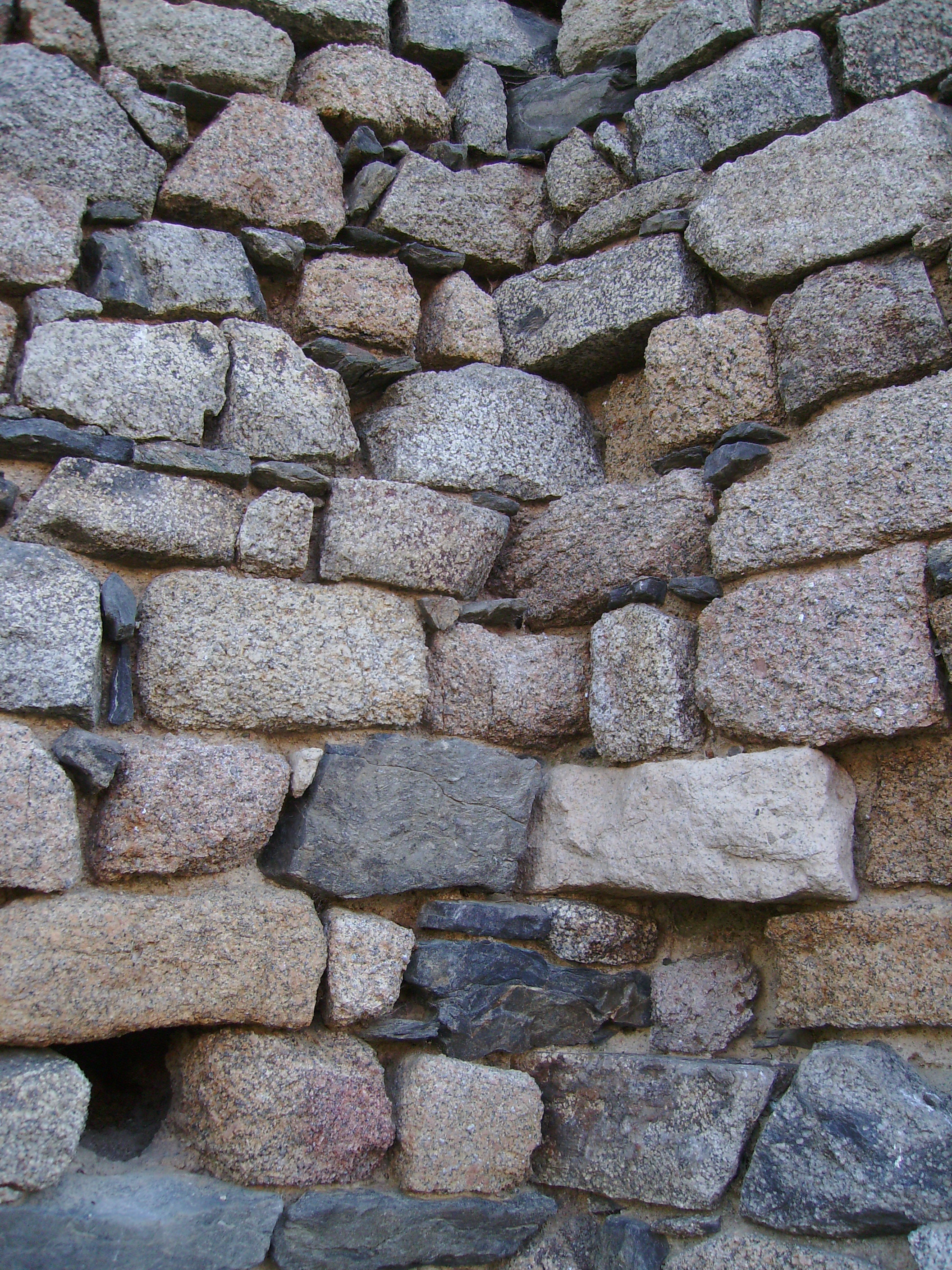
Appareillage des pierres du donjon.

C'est un donjon de style niortais datant du XIIe siècle. Il est du même style que les donjons de Pouzauges, Tiffauges et de même époque. C'est une grosse tour quadrangulaire à contreforts ronds aux quatre coins avec un contrefort plus petit au milieu de chaque façade.
Au XIIe siècle, ce donjon était la seule construction en pierre, bâtit sur un promontoire granitique. Une enceinte, de bois ou de pierre, enfermait peut-être le donjon en un terrain quasi circulaire. Ce qui est sûr, ce donjon, à cette époque, a été conçu comme une forteresse indépendante, avec une porte située au deuxième étage et protégée par une porte à bascule qui s’emboîtait dans le mur et l'encadrement de la porte. L'intérieur était divisé en deux par un mur de refend pour la solidité, et il y avait quatre niveaux: un sous-sol et trois étages sur planchers. Au rez-de-chaussée étaient stockés les vivres, au premier étage se trouvait le logis seigneurial (et la porte à bascule) avec cheminées et latrines et le deuxième étage comportait probablement une salle de garde avec accès aux hourds. Ce dernier étage était accessible du premier étage par un escalier à vis noyé dans le contrefort sud-est.
Peut-être au XIVe siècle, une enceinte est ajoutée en pleine guerre de Cent Ans. Elle est encore partiellement visible, car les maisons autour de la place du donjon y sont adossées, et subsiste une porte charretière fortifiée. Une autre enceinte plus vaste existait sûrement, on voit bien un accotement, par exemple juste au dessus du calvaire de la chapelle. Il pouvait y avoir une muraille ou une palissade.